# Убийство по договорённости
«Убийство по договорённости» (англ. Murder by Proxy) — британский фильм нуар режиссёра Теренса Фишера, который вышел в прокат в Великобритании в 1955 году. В США фильм вышел на экраны в 1954 году под названием «Затмение» (англ. Blackout).
Фильм поставлен по роману американской писательницы Хелен Нильсен «Убийство по договорённости», который был опубликован в 1952 году. Фильм рассказывает о пьющем американце без определённых занятий Кейси Морроу (Дейн Кларк), к которому в лондонском баре обращается молодая и красивая наследница Филлис Бруннер (Белинда Ли), предлагая ему крупную сумму, если он на ней женится. На следующее утро он просыпается после тяжёлого похмелья, не в состоянии чётко вспомнить события прошлого вечера. Вскоре из газет он узнаёт, что отец Филлис был убит, а сама Филлис исчезла. Мотив и улики указывают на то, что Кейси мог быть убийцей мистера Бруннера, и чтобы снять с себя подозрение, он начинает собственное расследование.
Критика проявила к фильму сдержанный интерес как к недорогой и непритязательной картине с умеренным саспенсом, отметив среди достоинств сюжет в духе Корнелла Вулрича и сильную постановку Теренса Фишера.

## Сюжет
В лондонском ночном клубе к сильно выпившему американцу Кейси Морроу (Дэйн Кларк) обращается молодая красивая женщина в шикарном светском наряде (Белинда Ли), предлагая угостить его выпивкой. Когда Кейси рассказывает, что он сейчас на мели, женщина неожиданно предлагает ему пятьсот фунтов, чтобы он на ней женился, после чего уводит его из клуба. На следующее утро Кейси просыпается в незнакомой ему художественной мастерской, видя перед глазами портрет той самой женщины. С трудом приходя в себя после похмелья, он как будто бы вспоминает, что вчера женился на этой женщине. Хозяйкой мастерской оказывается художница Мэгги Дун (Элинор Саммерфилд), которая рассказывает, что пустила его вчера в свою мастерскую, когда в два часа ночи он позвонил в её дверной звонок. Кейси говорит, что не может объяснить, как оказался на пороге её дома, так у него полный провал в памяти в отношении вчерашней ночи, после чего забирает пальто и уходит. На набережной Кейси останавливается у продавца газет, читая заголовок в газете об убийстве богатого строительного подрядчика Дариуса Бруннера и исчезновении его дочери Филлис. По фотографии Кейси понимает, что это та самая женщина, с которой он вчера познакомился в клубе. Опустив руку в карман, он обнаруживает там пачку банкнот, которые вчера в баре ему предложила Филлис. Кейси направляется в свою гостиницу по соседству с клубом, в котором вчера выпивал, замечая, как инспектор Джонсон (Майкл Голден) выясняет у бармена, что вчера среди гостей был брюнет в светлом пальто из верблюжьей шерсти.
Немедленно выселившись из гостиницы, Кейси приезжает к Мэгги, которая уже прочитала утреннюю газету. Она подтверждает, что утром отстирала следы крови с его пальто, но откуда они взялись, ей не известно. Кейси предполагает, что Филлис убила отца, решив подставить в этом убийстве его. Он показывает Мэгги пачку денег, рассказывая про предложение Филлис жениться, однако он не может сказать, женился ли он на самом деле или нет. По его просьбе Мэгги рассказывает, что познакомилась с Филлис, когда заметила её в расположенной напротив танцевальной школе и попросила попозировать, и затем пустила пожить у себя. По словам Мэгги, Филлис много лгала о себе, а в какой-то момент неожиданно исчезла. Кто-то из знакомых якобы видел, как против её воли, всю в слезах её усаживали в чёрный лимузин. Три недели назад Мэгги обнаружила в журнале сообщение семьи Бруннер о помолвке Филлис с видным молодым адвокатом Лэнсом Гордоном (Эндрю Осборн). Судя по этой информации, до свадьбы осталось три недели. Кейси предполагает, что своими вчерашними действиями Филлис показала, что готова выйдя замуж за кого угодно другого, лишь бы избежать брака с Гордоном. Вероятно, по этой же причине она сбегала в танцевальную школу, но он нашёл и силой вернул её обратно. Соответственно, вчера она, может быть, снова сбежала из дома. Понимая, что кровь на пальто и отпечатки на месте преступления делают его главным подозреваемым, Кейси по совету Мэгги решает сам расследовать это дело. Мэгги на деньги Кейси покупает ему новое пальто, после чего он направляется в офис Гордона.
Не застав адвоката на месте, Кейси представляется его секретарше мисс Нардисс (Джилл Милфорд) журналистом. Секретарша подтверждает, что Гордон не просто будущий муж наследницы Бруннеров, но также ведёт многие дела их семьи. Она также говорит, что в последнее время отношения между мужем и женой Бруннерами были плохими, и они дажн жили раздельно — у Дариуса была квартира в городе, а его супруга жила за городом. В этот момент в офисе появляется Гордон в сопровождении своего помощника Трэвиса (Гарольд Лэнг). Выпроводив секретаря и помощника, Гордон признаётся Кейси, что у него с Филлис в последнее время были некоторые сложности в отношениях. Но когда Кейси говорит о том, что у Филлис были очевидные проблемы, Гордон начинает злиться и требует сказать, какую газету тот представляет. Поняв, что тот не журналист, Гордон собирается звонить в полицию. В этот момент Кейси бьёт адвоката, на несколько мгновений лишая сознания, и быстро исчезает из офиса. Вернувшись в мастерскую Мэгги, Кейси неожиданно для себя видит там Филлис. Когда разозлённый Кейси описывает, в каком ужасном положении он оказался, она буквально валится на него в изнеможении. Придя в себя, Филлис рассказывает, что вчера поздно вечером они вдвоём приехали на квартиру к отцу, где она увидела, что он убит. В этот момент Кейси вошёл в комнату и поднял кочергу, оставив свои отпечатки на орудии убийства, и испачкав в крови своё пальто. Чтобы его не задержали на месте преступления, Филлис быстро увела Кейси из дома, решив спрятать его у Мэгги, а сама убежала. Филлис утверждает, что отец был единственным человеком, которого она любила, а убийцей был Гордон, который мечтает заполучить деньги семьи, и боялся, что мистер Бруннер мог отменить свадьбу. Филлис подтверждает, что в своё время сбежала в танцевальную школу, чтобы скрыться от Гордона, но он её нашёл. Напомнив о вчерашней свадьбе, Филлис говорит, что после смерти отца, Кейси как её муж становится распорядителем всего имущества семьи до тех пор, пока она не достигнет определенного возраста. По её словам, для полиции это сильный мотив, что в купе с уликами делает Кейси главным подозреваемым. Филлис угрожает, что сдаст его полиции, если он не раскроет это убийство.
Кейси соглашается сыграть роль мужа при Феллис, и они как молодожёны снимают небольшую квартиру. Несмотря на то, что у Гордона есть идеальное алиби, Филлис намерена его разоблачить. Первым делом они приезжают на квартиру мистера Бруннера, где находят в письменном столе его чековую книжку. По корешкам они устанавливают, что мистер Бруннер постоянно переводил крупные суммы в благотворительный фонд своей жены, а в день своей смерти также перевёл 685 фунтов некому Картеру Б. Груту, имени которого Филлис никогда ранее не слышала. После этого Кейси приезжает к миссис Бруннер, которую не застаёт на месте. Он беседует с её секретаршей Литой Хантли (Элвис Мейбен), которая подтверждает, что мистер Бруннер передавал значительные средства на благотворительность в фонд миссис Бруннер, целью которого было создание загородного пансионата для детей из трущоб, однако об этом ей известно только со слов самого Гордона. Она говорит, что Гордон ведёт все дела миссис Бруннер, и практически стал членом их семьи. Когда Кейси спрашивает о Картере Б. Груте, она сообщает, что это частный детектив, который работал на мистера Бруннера. Затем Кейси вместе с Филлис проникают в офис Грута, где обнаруживают, что из его картотеки исчезло досье по делу Бруннера. Они также находят дневник Грута, в котором фигурируют записи по Бруннеру, и Кейси решает отослать этот дневник по почте в полицию. Затем они обращают внимание, что радио Грута настроено на полицейскую волну, после чего Кейси предполагает, что Грут, услышав из полицейских переговоров об убийстве Бруннера, взял его досье и отправился шантажировать убийцу, в отношении которого он проводил расследование. Кейси уверен, что либо убийца пошёл на сделку с Грутом и заплатил ему, и тогда Грут просто скрылся с деньгами, либо он убил детектива. На следующее утро, когда Кейси подходит к дому, Трэвис на машине пытается его задавить, однако благодаря своевременному предупреждению Филлис, Кейси удаётся увернуться. Филлис помогает ему подняться, после чего они обнимаются, и Кейси говорит, что им надо уехать в какое-либо неизвестное место, так как здесь становится слишком опасно.
Он предлагает переехать в дом к его матери (Нора Гордон), которая в своё время вышла замуж за владельца паба и переехала к нему в Англию. Поначалу мать встречает Кейси неприветливо, напоминая, что от него не было ни весточки в течение восьми лет. Он отвечает, что так в жизни ничего и не добился, и ему было стыдно прийти домой. Затем он представляет Филлис, которая стала его женой два дня назад. Смягчившись, мать предлагает им комнату, после чего обнимает Кейси и плачет. Вечером в пабе в честь новобрачных устраивают торжество. Неожиданно в пабе появляется инспектор Джонсон, и, заметив его, Кейси выходит с Филлис на балкон, где рассказывает о своей жизни. Наступает трогательный момент, они случайно сталкиваются, после чего обнимаются и целуются. На следующий день Кейси приезжает в загородный дом к миссис Бруннер (Бетти Энн Дэвис), говоря, что Филлис в полном порядке, просто не возвращается домой, потому что боится. На вопрос о Картере Груте миссис Бруннер отвечает, что никогда о нём не слышала, а про Гордона говорит, что Филлис считает его своим врагом, который хочет завладеть её богатством. Затем Кейси спрашивает её о благотворительном пансионе для детей, на что миссис Бруннер отвечает, что всеми средствами фонда управляет Гордон. В частности, на деньги фонда он купил участок и здание для пансиона, однако она там никогда не была. Фонд заплатил за эту недвижимость 50 тысяч фунтов по чеку, который она выписала на имя некого Виктора Вэнно. По указанному в чеке адресу Кэйси находит Вэнно, выясняя, что под этим именем скрывается Трэвис. Трэвис пытается достать пистолет, однако Кейси расправляется с ним, после чего спрашивает о Груте и о том, когда Бруннер узнал о махинациях в фонде. Трэвис отвечает, что об этом надо спрашивать Гордона, после чего Кейси запирает его в кладовке и уходит. Кейси снова приезжает в дом миссис Бруннер, где неожиданно видит её в компании Гордона и Филлис. Когда Кейси говорит о браке с Филлис и о 500 фунтах, Филлис делает удивлённое лицо, заявляя, то это ложь, и ничего такого не было. Миссис Бруннер предлагает заплатить Кейси, чтобы он перестал копаться в этом деле, и Кейси требует немалую сумму в 10 тысяч фунтов. Филлис соглашается заплатить и просит Гордона сделать так, чтобы она никогда больше не видела Кейси. Кейси требует доставить ему деньги завтра утром, обещая после этого улететь из страны и больше не возвращаться. После ухода Филлис и Гордона, миссис Бруннер говорит Кейси, что он влюблён в Филлис, а история про брак не может быть правдой. Ему просто больно от того, что девушка использовала его в своих целях. Затем миссис Бруннер даёт Кейси пистолет, говоря, что Гордон очень напуган и потому может быть опасен.
Ночью на своей квартире Кейси с пистолетом ждёт появления убийцы, чувствуя на лестничной клетке аромат духов Филлис. Неожиданно на лестнице появляется Гордон, который пытается застрелить Кейси, однако его пистолет оказывается незаряженным. В ответ Кейси бросает своим пистолетом ему в голову, и Гордон падает. Когда Кейси забегает в комнату, на лестнице раздаётся выстрел. Выйдя на лестницу, он видит, что Гордон убит. Оттолкнув домохозяйку, вышедшую на шум, Кейси приезжает к Мэгги, которой говорит, что это Филлис стоит за убийствами отца и Гордона, а также за тем, чтобы отправить его на эшафот, рассчитывая таким образом завладеть всеми деньгами. После этого Кейси пробирается в комнату к Филлис, обвиняя её в убийстве Гордона. Филлис говорит, что ей об этом ничего не известно, и, в свою очередь, она рассказывает, что сбежала от матери Кейси, так как туда снова пришёл инспектор Джонсон. Затем она говорит Кейси, что вчера была вынуждена соврать об их браке, потому что в противном случае Гордон убил бы и его. Требуя у Филлис оружие убийства, Кейси замахивается тяжёлой пробкой от духов, после чего она теряет сознание и падает. В этот момент открывается дверь, и в комнате с пистолетом в руке появляется миссис Бруннер. Поверив Кейси, что он убил Филлис, миссис Бруннер просит его поднять пробку от духов, и Кейси догадывается, что это она воспользовалась духами Филлис, когда убивала Гордона, чтобы сбить Кейси с толку. Она рассказывает, что это Гордон убил мистера Бруннера, когда увидел у него на столе отчёт Грута о махинациях в фонде. Когда Филлис начинает шевелиться и стонать, миссис Бруннер понимает, что Кейси её обманул. Она стреляет в него, раня в руку, однако он успевает до неё добраться и отобрать пистолет. В этот момент появляется инспектор Джонсон в сопровождении полицейских, уводя миссис Бруннер. Затем инспектор рассказывает, что нашёл отчёт Грута на Гордона и миссис Бруннер, который был спрятан в офисе Гордона. Он благодарит за присланный ему дневник Грута, сообщая, что вчера в Темзе выловили тело Грута, который перед этим был застрелен. Полиция также задержала Трэвиса, который во всём сознался. Далее Джонсон рассказывает, что миссис Бруннер основала множество фальшивых благотворительных фондов, перекачивая в них с помощью Гордона деньги мужа. Когда Бруннер понял, что происходит, они от него избавились, а затем избавились и от Грута. Инспектор снимает с Кейси все подозрения и благодарит его, после чего уходит. Филлис на руках у Кейси приходит в себя, говоря, что у неё по-прежнему хранится брачная лицензия, после чего они целуются.

## В ролях
- Дейн Кларк — Кейси Морроу
- Белинда Ли — Филлис Бруннер
- Бетти Энн Дэвис — миссис Алисия Бруннер
- Элинор Саммерфилд — Мэгги Дун
- Эндрю Осборн — Лэнс Гордон
- Гарольд Лэнг — Трэвис / Виктор Ванно
- Джилл Мелфорд — мисс Нардис
- Элвис Мейбен — Лита Хантли
- Майкл Голден — инспектор Джонсон
- Нора Гордон — мать Кейси

## Создатели фильма и исполнители главных ролей
Британская кинокомпания Exclusive Films/Hammer Films, которая существовала с 1934 года, долгое время занимала скромную нишу, производя дешёвые и малозаметные фильмы. Подъём для компании начался в 1952 году, когда она заключила договор о сотрудничестве с американским продюсером Ричардом Липпертом. Согласно этому договору «студия стала выдавать на постоянной основе фильмы нуар, а Липперт, настоял на том, чтобы американские актёры играли бы в них главные роли, чтобы таким образом повысить доходность от дистрибуции этих фильмов в США». На этот раз роль приглашённой американской звезды исполнил Дейн Кларк.
Появившись на студии Hammer в 1952 году, Теренс Фишер сразу стал одним из ведущих её режиссёров, поставив на студии вплоть до 1974 года 30 фильмов. Как пишет историк кино Джей Карр, ко второй половине 1950-х годов студия «Hammer (как и большинство других студий) закончила с нуарами, после чего занялась фильмами ужасов, которые часто выглядели удивительно пышно, учитывая их скромные бюджеты». Фишер стал постановщиком многих из лучших этих фильмов, «обеспечив студии превосходство в жанре ужасов. Он часто включал в свои картины эмоциональные аспекты, с которыми мало кто мог сравниться, что усиливало их воздействие». По словам киноведа, такие фильмы Фишера, как «Проклятие Франкенштейна» (1957), «Ужас Дракулы» (1958) и «Мумия» (1959), «оставили конкурентов Hammer далеко позади, после чего Фишера уговорили также ставить многочисленные продолжения и спин-оффы этих фильмов с участием тех же страшных парней и их потомков».
Американский актёр Дэйн Кларк сыграл главные роли в нескольких фильмах нуар, среди которых «Глубокая долина» (1947), «Восход луны» (1948), «Кнут» (1948), «Ответный огонь» (1950) и «Стрелок на улицах» (1950). Помимо этой картины Кларк сыграл ещё в двух криминальных мелодрамах в рамках совместного проекта студий Hammer и Lippert — «Игрок и леди» (1952) и «Пять дней» (1954).
Британская актриса Белинда Ли начала сниматься в 1954 году, когда ей было 19 лет. Вплоть до своей гибели в автокатастрофе в 1961 году Ли успела сыграть в 33 фильмах, наиболее заметными среди которых были «Шаги в тумане» (1955), «Секретное место» (1957), «Вязальщицы» (1959), «Долгая ночь 1943 года» (1960) и «Призраки Рима» (1961).

## История создания фильма
Фильм является совместным производством американской компании Lippert Productions, Inc. и британской компании Exclusive Films, Ltd, которая позднее добилась крупного успеха под названием Hammer Films. Согласно договору двух компаний продюсер Роберт Липперт поставлял американских звёзд, которые выступали хедлайнерами, чтобы таким образом повысить коммерческий потенциал фильмов, а также занимался дистрибуцией совместных фильмов в США. При этом непосредственное производство фильмов осуществляла в Англии студия Hammer, которая предоставляла британских актёров на остальные роли. Договор действовал с 1951 по 1955 год, и за этот период студии совместно выпустили на экран девятнадцать фильмов.
Данный фильм снимался в Англии по роману Хелен Нильсен «Убийство по договорённости» (англ. Murder by Proxy).
Фильм находился в производстве с конца сентября 1953 года на студии Bray Studios в Виндзоре, Великобритания.
В США фильм вышел в прокат 19 марта 1954 года под названием «Затмение», а в Великобритании — 28 марта 1955 года под названием «Убийство по договорённости».

## Оценка фильма критикой
Американский журнал Variety назвал фильм «болтливым, чересчур длинным английским импортом, во главе с Дэйном Кларком в качестве единственного известного внутренней публике актёрского имени». По словам рецензента, «состояние (американского) рынка художественных фильмов второго уровня в настоящее время таково, что у фильма не возникнет проблем с получением заказов, даже несмотря на то, что он предлагает скудный уровень развлечений».
Как отмечает современный киновед Джей Карр, «фильм начинается с многообещающей посылки в духе Корнелла Вулрича», где главный герой приходит в себя в незнакомом месте, не помня, что с ним происходило перед этим. Далее, «после переноса действия в усадьбу фильм становится слишком надуманным для своей относительно простой истории». Кроме того, он становится «не особенно нуарным. В нём нет ни физического ощущения мрака, ни нуарного фатализма». Кроме того, в этой маленькой истории не «так много тайны», несмотря на «сильную постановку Теренса Фишера». По словам критика, Дейн Кларк в главной роли «выглядит соответствующим образом изможденным, что, возможно, объясняет, почему он не бросил наследницу, несущую ему плохие вести, и не связался с великодушной художницей, которая щедро предоставила ему шикарный родстер MG».
По мнению современного историка кино Стивена Вэгга, «это вполне приличный, непритязательный фильм нуар. Хотя разница в возрасте между главными героями раздражает», тем не менее, фильм держит зрителя в напряжении вопросом — «является ли героиня идеальной роковой женщиной или нет».